# عبد الله بن الحارث بن قيس السهمي
الصحابي عبد الله بن الحارث بن قَيْس القرشي السهمي ، كان ممن هاجر الهجرة الثانية إلى الحبشة ، وكان شاعرًا .

## نسبه
- هو : عبد الله بن الحارث بن قَيْس بن عدي بن سُعَيد بن سَعْد بن سهم القرشي السهمي .[1]
- أمّه : أمّ الحجّاج من بني شَنوق بن مُرّة بن عبد مناة بن كنانة.[2]
- أخوته :

1. أبو قيس بن الحارث بن قيس بن عدي
2. الحارث بن الحارث بن قيس بن عدي
3. معمر بن الحارث بن قيس بن عدي
4. السائب بن الحارث بن قيس بن عدي
5. بشر بن الحارث بن قيس بن عدي
6. سعيد بن الحارث بن قيس بن عدي
7. تميم بن الحارث بن قيس[3]
8. حجاج بن الحارث بن قيس بن عدي،[4] وقد هاجروا جميعًا إلى الحبشة .[5]

- انقرض بنو الحارث بن قَيْس بن عَدِيّ.[1]

## إسلامه
أسلم قديمًا وهاجر إلى الحبشة .

### أشعاره
كان شاعرًا، ويدعى المُبْرِق، لبيت قاله وهو:
يقول فيها:
لما أَمن المسلمون بأَرض الحبشة، وحَمِدُوا جوارَ النجاشي، وعبدوا اللّه لا يخافون على دينهم أَحدًا، فقال أَبياتًا منها:

## وفاته
قتل عبد الله بن الحارث بن قيس يوم الطَّائف شهيدًا هو وأخوه السائب بن الحارث بن قيس، وقيل: إنه قتل باليمامة شهيدًا هو وأخوه أبو قيس، وقال ابن إسحاق أنه مات بأرض الحبشة.